# Distretto di Črnuče
Il distretto di Črnuče (in sloveno Četrtna skupnost Črnuče, pronuncia  [tʃəɾˈnuːtʃɛ]), o semplicemente Črnuče, è uno dei 17 distretti (Mestna četrt) della città di Lubiana.